# Storia del Mali
Nel territorio dell'attuale Mali, sul medio corso del Niger, nacquero e prosperarono i grandi Stati dell'Africa occidentale: l'Impero del Ghana (dal IV all'XI secolo), l'Impero del Mali (dal XIII al XVII secolo) e l'Impero Songhai (dal XV al XVI secolo). La distruzione di quest'ultimo impero da parte del Marocco, segnò la frantumazione politica della regione. I confini odierni vennero tracciati dalla Francia, che occupò e la regione dalla fine dell'Ottocento al 1960.

## Gli imperi
Le pitture e le sculture rupestri rinvenute nelle regioni di Gao e Timbuctu fanno ritenere che il Mali settentrionale sia stato abitato fin dal 50.000 a.C., quando il Sahara era una fertile distesa di praterie che ospitavano una ricca fauna. Nel 5000 a.C. nel paese si praticava l'agricoltura, e attorno al 500 a.C. si cominciò a utilizzare il ferro. Verso il 300 a.C. si erano ormai sviluppati grandi insediamenti organizzati, in particolare a Djenné. Nel VI secolo era già stato avviato il proficuo commercio trans-sahariano dell'oro, del sale e degli schiavi, che favorì l'ascesa dei tre grandi imperi del Mali.
L'Impero del Ghana (che non ha alcun rapporto con l'attuale stato del Ghana) occupava gran parte del territorio oggi corrispondente al Mali e al Senegal e durò fino all'XI secolo. Seguì il grande Impero del Mali, che nel XIV secolo si estendeva dall'Oceano Atlantico all'odierna Nigeria e sotto il quale Timbuctu divenne un grande centro dei commerci e della cultura islamica. Fu poi la volta dell'Impero Songhai, che aveva come capitale Gao, e che venne distrutto da armate marocchine alla fine del XVI secolo.
All'incirca nello stesso periodo, le navi europee iniziarono a giungere lungo la costa dell'Africa occidentale, aggirando le rotte commerciali trans-sahariane e spezzando così il monopolio e il potere dei regni del Sahel e delle città del nord.
Più tardi, l'impero di Ségou, dei bambara, si affermò per un breve periodo, arrivando a controllare vaste aree del Mali prima di essere spazzato via per due volte dalla jihad islamica dei fula. La seconda jihad era partita dall'impero dei tukulor, nel Senegal settentrionale, e i tukulor erano ancora nell'area quando la Francia iniziò a espandersi verso est fino al Mali, attorno alla metà del XIX secolo.
Alla fine dell'Ottocento, il Mali faceva ormai parte dell'Africa occidentale francese. Fra le cose che sono rimaste di questa epoca coloniale vi sono la vastissima rete di irrigazione dell'Office du Niger, vicino a Ségou, e la linea ferroviaria di 1200 km Dakar-Bamako, la più lunga dell'Africa occidentale, entrambe realizzate da prigionieri ai lavori forzati. Nonostante queste imponenti opere infrastrutturali, il Mali rimase il vicino povero del Senegal e della Costa d'Avorio, poiché il principale interesse della Francia era quello di «sviluppare» il paese come fonte di colture primarie a basso costo (principalmente riso e cotone) destinate all'esportazione.

## L'indipendenza
Il Mali ottenne l'indipendenza nel 1960, dopo essersi unito per alcuni mesi in una federazione con il Senegal. Il suo primo presidente, Mobido Keita, avviò una sfortunata politica di socialismo reale monopartitico. Gli enti statali appena formatisi presero il controllo dell'economia, ma tutte le industrie, a eccezione di quella del cotone, iniziarono in breve tempo a perdere denaro. Gli ambiziosi progetti di pianificazione si rivelarono fallimentari e per l'economia iniziò il tracollo: Keita fu costretto a chiedere alla Francia di sostenere il franco del Mali, una misura alquanto umiliante per un paese che si era fieramente sbarazzato dei legami e dei simboli del colonialismo. Alla fine, nel 1968, Keita fu deposto da un gruppo di ufficiali dell'esercito, guidato da Moussa Traoré.
Nel periodo culminante della guerra fredda il Mali si schierò dalla parte sovietica, con un socialismo in stile moscovita come modello economico dominante. La continua carenza di cibo fu, con una giustificazione di comodo, imputata alla siccità (che in effetti devastò il nord tra il 1968 e il 1974 e nuovamente dal 1980 al 1985), ma dipendeva in larga parte dalla cattiva amministrazione statale. La situazione, inoltre, non fu di certo resa più facile a causa dell'instabilità del governo e dell'intervento dell'esercito: dal 1970 al 1990 ci furono cinque tentativi di colpo di Stato contro Traoré, e i primi anni '80 furono scanditi da scioperi, spesso repressi con la violenza.
Nel 1979 il Mali tornò ufficialmente ad avere un governo civile, anche se rimase uno Stato monopartitico con a capo Moussa Traoré. Grazie alla liberalizzazione del mercato (e alle piogge finalmente abbondanti), nel 1987 il Mali si ritrovò per la prima volta con un'eccedenza di grano.
Tuttavia, nemmeno un leader come Traoré riuscì a resistere ai cambiamenti che stavano interessando il mondo intero. Le rivendicazioni per una democrazia pluripartitica in altri paesi coincisero con una crescente irrequietezza tra la popolazione del Mali per il governo autocratico di Traoré. La democrazia sarebbe poi arrivata, ma non fu una transizione incruenta.
La rivolta dei tuareg iniziò nel 1990, e verso la fine dello stesso anno venne organizzata una dimostrazione pacifica che portò circa 30.000 persone a riversarsi nelle vie di Bamako. A questa manifestazione fecero seguito scioperi e altre dimostrazioni. Il 17 marzo 1991 le forze di sicurezza affrontarono gli studenti e altri dimostranti con il fuoco delle mitragliatrici. Ne derivarono tre giorni di tumulti, nel corso dei quali 150 persone rimasero uccise. Le agitazioni alla fine spinsero l'esercito, comandato dal generale Amadou Toumani Touré (o General ATT, come veniva chiamato), a prendere il controllo della situazione. Moussa Traoré fu arrestato e circa 60 alti funzionari del governo furono giustiziati.
Touré istituì un governo di transizione e si guadagnò la stima della popolazione del Mali e del resto del mondo quando rassegnò le dimissioni, un anno dopo, tenendo fede alla sua promessa di indire elezioni pluripartitiche.

## Gli anni '90
Alpha Oumar Konaré, scienziato e scrittore, fu eletto presidente nel giugno del 1992 e il suo partito, l'Alleanza per la Democrazia in Mali (Adema), ottenne una grande maggioranza di seggi nell'assemblea nazionale. Pur essendo un leader capace e rispettato, che sovrintese a una notevole liberalizzazione politica ed economica, Konaré si trovò a dovere fronteggiare, nel corso del decennio, una svalutazione del 50% del CFA (con conseguenti disordini e proteste) e un tentativo di colpo di Stato.
Nel 1997 si tennero le elezioni presidenziali e per l'assemblea nazionale, ma furono viziate da irregolarità e dal ritiro dei partiti dell'opposizione. Konaré e il suo partito vennero puntualmente rieletti, e Konaré chiamò alcuni membri dell'opposizione a fare parte del suo governo e fece reali tentativi per democratizzare e decentralizzare il Mali.
In netto contrasto con molti leader politici africani, Konaré si ritirò nel 2002, come imponeva la nuova costituzione che egli aveva contribuito a redigere, sebbene una larga fetta della popolazione ritenesse che lo avesse fatto con riluttanza; l'anno successivo, Konaré venne nominato presidente di comitato dell'Unione Africana, carica che mantenne fino al 2008. L'ex generale, Amadou Touré, fu ricompensato per la sua pazienza ed eletto presidente nell'aprile del 2002.

## Il Mali oggi
Si formò un nuovo governo di «unità nazionale», formula perseguita fino all'aprile 2004, quando venne costituito un nuovo esecutivo. I tentativi di migliorare le condizioni di vita della popolazione furono però affossati da gravi crisi alimentari. Inoltre permaneva il problema della guerriglia interna, alimentata dai tuareg e da gruppi islamici integralisti. Nell'aprile 2007 Touré ha vinto nuovamente le elezioni presidenziali, ottenendo il suo terzo e ultimo mandato. Nel marzo 2012 un gruppo di militari ha deposto il presidente, accusato di non essere in grado di soffocare l'insurrezione organizzata nel gennaio precedente nel nord-est del paese dai tuareg, che reclamano l'indipendenza e l'autodeterminazione politica e culturale. I militari hanno quindi formato un'autorità governativa provvisoria, il Comitato nazionale per il ripristino della democrazia e dello Stato (CNRDR), mentre i lealisti fedeli a Touré - sulle cui sorti sono circolate poche e contraddittorie notizie - hanno iniziato a mobilitarsi per organizzare un controgolpe. Il 10 aprile, dopo una complessa trattativa tra la giunta militare e l'Ecowas, la Corte costituzionale ha ratificato l'affidamento del mandato presidenziale al presidente del Parlamento Dioncounda Traoré; pochi giorni dopo i militari e la classe politica maliana hanno trovato un accordo sulla nomina del primo ministro del governo di transizione, incarico che è stato affidato a Cheick Modibo Diarra. A maggio i golpisti e gli inviati della Comunità economica degli Stati dell'Africa Occidentale hanno raggiunto un accordo definitivo sul periodo di transizione, che sarebbe dovuto durare dodici mesi, ma a dicembre, dopo essere stato arrestato dai militari, Diarra ha rassegnato le dimissioni. Nel gennaio 2013 Traoré ha chiesto e ottenuto un intervento aereo della Francia, in accordo con l'Ecowas, contro i ribelli del nord del paese, a seguito del quale sono state liberate molte città che erano cadute in mano ai fondamentalisti islamici. Le consultazioni presidenziali tenutesi nel mese di agosto hanno registrato la vittoria dell'ex primo ministro Ibrahim Boubacar Keita, eletto al secondo turno con il 77,61% dei voti contro il 22,39% dello sfidante Soumaïla Cissé, mentre la nomina a premier di Moussa Mara (aprile 2014) ha contribuito a rafforzare l'impegno pacificatore profuso dalle forze governative, affiancato tra l'altro dall’agosto 2014 dalla missione militare di counter-terrorism a guida francese Barkhane, avente l'obiettivo di contrastare il terrorismo militante nella fascia sahelo-sahariana. Nel luglio 2014 si sono aperti ad Algeri i negoziati per la pacificazione del nord del paese, i cui esiti sono stati alquanto compromessi dal mancato accordo sulla tipologia dell'autonomia da accordare ai territori settentrionali; l'apertura delle trattative è slittata al settembre 2014, e un primo accordo è stato prodotto nel febbraio 2015, contemplando una tregua immediata delle ostilità, la liberazione dei prigionieri e la partecipazione a un comitato per la sicurezza e la protezione dei civili. In un quadro sociopolitico interno comunque ancora tormentato dai conflitti etnici e agitato sul piano internazionale dall'inasprimento dell'offensiva islamica contro l'Occidente, cellule jihadiste hanno realizzato nel corso del 2015 numerosi attentati nel paese - avendo generalmente come obiettivo strutture ricettive frequentate da stranieri -, il più grave dei quali è quello di Bamako del novembre 2015.